# Гедлярова
Гедлярова (пол. Giedlarowa) — село на Закерзонні, в Польщі, у гміні Лежайськ Лежайського повіту Підкарпатського воєводства (етнічна українська територія Надсяння). Населення — 4126 осіб (2011).

## Історія
Село закріпачене на німецькому праві солтисом Миколаєм Гедляром з Лежайська за привілеєм, отриманим від краківського воєводи 10 січня 1409 р. і затвердженим королем Ягайлом 10 березня того ж року. Після анексії в 1434 р. Галичини поляками лівобережне Надсяння півтисячоліття піддавалось інтенсивній латинізації та полонізації.
Греко-католики села належали до парафії Лежайськ Лежайського деканату Перемишльської єпархії.

## Демографія
Демографічна структура станом на 31 березня 2011 року:
|          | Загалом | Допрацездатний вік | Працездатний вік | Постпрацездатний вік |
| -------- | ------- | ------------------ | ---------------- | -------------------- |
| Чоловіки | 2043    | 460                | 1369             | 214                  |
| Жінки    | 2083    | 423                | 1239             | 421                  |
| Разом    | 4126    | 883                | 2608             | 635                  |